# Robert Longo

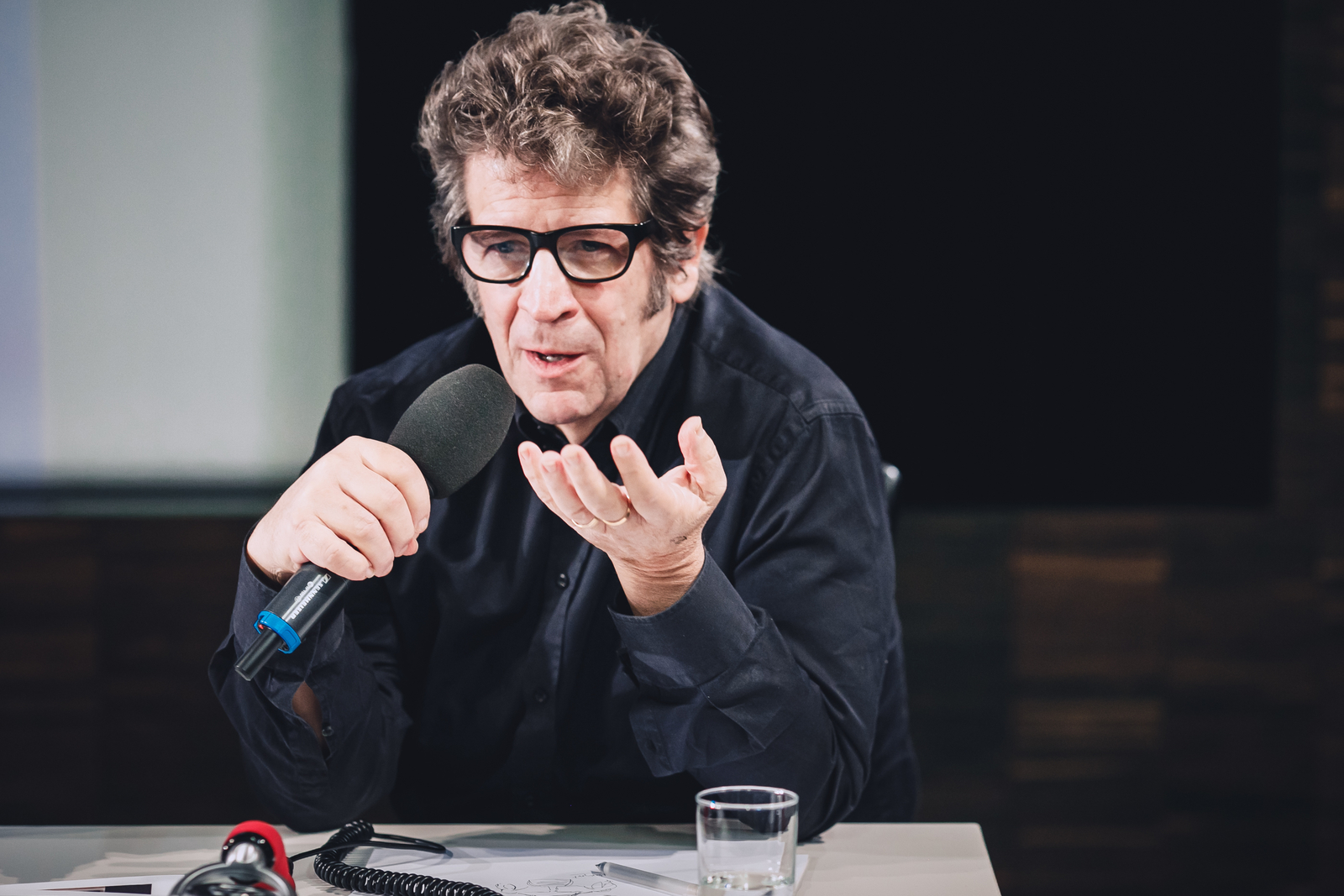
Robert Longo, 2018

Robert Longo (* 7. Januar 1953 in Brooklyn, New York) ist ein US-amerikanischer Künstler, der in New York lebt und arbeitet. Von 1994 bis 2018 war er mit der deutschen Schauspielerin Barbara Sukowa verheiratet.

## Leben und Werk
Longo nahm Kunstunterricht im Atelier der Bildhauerin Leonda Finke und verbrachte einen Studienaufenthalt an der Kunstakademie in Florenz. Sein Studium am Buffalo State College im Bundesstaat New York schloss er 1975 ab. 1974 schloss er Kontakt mit der Mitstudentin Cindy Sherman und setzte sich in den Folgejahren intensiv mit den Medien der Installation, der Performance sowie der Videokunst und der Fotografie auseinander.
Longo ist unter anderem in den Bereichen bildende Kunst (Malerei, Druck, Mixed Media, Multimedia), Film und Musikvideo künstlerisch tätig. Nach seiner ersten Regiearbeit Arena Brains (1988) führte er 1995 bei dem auf einer Kurzgeschichte von William Gibson basierenden Film Johnny Mnemonic Regie.
Ihm wurde der Kaiserring der Stadt Goslar für das Jahr 2005 verliehen.

## Veröffentlichungen (Auswahl)
- Magellan DuMont Buchverlag, Köln 1997, ISBN 3-7701-4291-8.
- Men in the cities. Photographs. Schirmer/Mosel, München 2009, ISBN 978-3-8296-0411-6.
- Charcoal / Roberto Longo. Hatje Cantz, Ostfildern 2012, ISBN 978-3-7757-3196-6.

## Ausstellungen (Auswahl)
- 2024: Albertina, Wien
- 2018: Proof: Francisco Goya, Sergei Eisenstein, Robert Longo. Deichtorhallen, Hamburg[1]
- 2015: The Invention of Zero (after Malevich), 1991. Galerie Hans Mayer, Düsseldorf[2]
- Furies, Beasts and Servants, in Zusammenarbeit mit dem Festspielhaus Salzburg, Galerie Thaddaeus Ropac, Salzburg.
- November 2010-September 2011: Kunsthalle Weishaupt, Ulm[3]
- 2010: Museum Sammlung Berardo, Lissabon
- 2009: Musée d’Art Moderne et d’Art Contemporain, Nizza
- 1997: Kunsthalle Tübingen, Robert Longo. Magellan-Projekt, 12. April – 25. Mai 1997
- 1987: documenta 8, Kassel
- 1982: documenta 7, Kassel